# 人類博物館
人類博物館（法語：Musée de l'Homme）是位於法國巴黎的一座人類學博物館，1937年為舉辦国际艺术和技术展而由人類學家保罗·里维創立。現在來自法國國家科學研究中心的各個領域的專家在此工作，它本身則下屬于國立自然史博物館，佔據了夏樂宮南翼的大部分房間。

## 外部連結
- Museum's Official web site （页面存档备份，存于） （法文）
- Bibliothèque du Musée de l'Homme （页面存档备份，存于） （法文）